# Heinz Glaser (Politiker)
Heinz Glaser (* 18. Januar 1920 in Dresden; † 29. Juli 1978 ebenda) war ein deutscher KPD- und SED-Funktionär. Er war Erster Sekretär der SED-Bezirksleitungen Halle und Gera.

## Leben
Glaser, Sohn eines Kleinhändlers, besuchte die Volksschule und absolvierte eine Ausbildung zum Schlosser, anschließend war er im Beruf tätig. 1932/33 gehörte er dem Arbeitersportverein Dresden-Neustadt an. 1934/35 studierte er an der Technischen Lehranstalt. Von 1941 bis 1945 leistete er Kriegsdienst bei der Wehrmacht.
1945 wurde er Mitglied der KPD und leitete die Kaderabteilung der KPD Dresden-Radeberg. Von Juni 1945 bis 1946 arbeitete er im Landesvorstand der KPD Sachsen. 1946 wurde er Mitglied der SED. Von 1947 bis Dezember 1949 war er als Lehrer und Seminarleiter an der SED-Landesparteischule in Ottendorf bei Sebnitz und als Referent im Landesvorstand der SED Sachsen tätig. Ab 1949 gehörte er als Mitglied dem Sekretariat der SED-Kreisleitung Dresden an. Von Oktober 1950 bis Januar 1952 fungierte Glaser als Zweiter Sekretär der SED-Landesleitung Sachsen und von Mai 1951 bis 1952 war er Mitglied des Landtages (ab Juli 1951 zudem Vorsitzender der SED-Fraktion). Von Februar bis August 1952 leitete Glaser die Abteilung Leitende Organe beim ZK der SED, anschließend war er bis September 1954 Erster Sekretär der SED-Bezirksleitung Halle sowie Abgeordneter des Bezirkstages ebendort. Gleichzeitig war Glaser von 1952 bis 1954 Vorsitzender des Bezirksausschusses Halle der Nationalen Front der DDR. Glaser gehörte im März 1953 zur DDR-Delegation, die an den Trauerfeierlichkeiten anlässlich der Beisetzung Josef Stalins in Moskau teilnahm.
Nach dem Besuch der Parteihochschule der KPdSU in Moskau 1954/55 wirkte er von September 1955 bis August 1959 als Erster Sekretär der SED-Bezirksleitung Gera. Wegen „ungenügender kollektiver Arbeit und Mißachtung von Parteibeschlüssen“ wurde er von dieser Funktion entbunden. Gleichzeitig wurde ihm das Mandat als Abgeordneter des Bezirkstages Gera entzogen, dem er seit 1956 angehört hatte. Ab Oktober 1959 arbeitete er zunächst als Redakteur bei der Sächsischen Zeitung (bis 1964), dann wieder als Schlosser in verschiedenen Betrieben in Dresden. Im März 1967 wurde er aus der SED ausgeschlossen. Von Januar 1976 bis Juni 1977 war Glaser noch Mitarbeiter des Staatsarchivs Dresden und wurde dann im Juli 1977 invalidisiert.